# Brett Rickaby
Brett Allen Rickaby (* 15. Dezember 1964 in Shafer, Minnesota) ist ein US-amerikanischer Schauspieler.

## Leben und Karriere
Brett Rickaby wurde als Sohn eines Milchbauerns in dem kleinen Ort Shafer, im US-Bundesstaat Minnesota geboren. Nach dem Highschool-Abschluss erhielt er einen Brief von einem Professor der University of Minnesota Duluth, der ihm nahelag, das Theaterprogramm derselbigen zu besuchen. In seinem letzten Jahr an der Universität in 1987 wurde er mit dem National Irene Ryan Award ausgezeichnet, welcher den besten College-Schauspieler des Landes würdigt.
Brett Rickaby ist seit 1991 in Film und Fernsehen zu sehen. Seine erste Rolle spielte er in dem Film Keiner kommt hier lebend raus. Es folgten weitere Filmproduktionen, wie New York Undercover Cop, Der Scout, Handgun – Hetzjagd durch New York oder Cost of Living. Etwa seit der Jahrtausendwende ist Rickaby auch vermehrt in Serienrollen zu sehen. Er spiele in der Rolle des Chad in The Strip von 1999 bis 2000 mit. Daneben erfolgten Gastauftritte, wie in Für alle Fälle Amy, JAG – Im Auftrag der Ehre, Angel – Jäger der Finsternis, Star Trek: Enterprise, Polizeibericht Los Angeles oder Monk, Emergency Room – Die Notaufnahme, Numbers – Die Logik des Verbrechens, Navy CIS, CSI: Miami, Dexter, Grey’s Anatomy, True Blood, CSI: Cyber  und Criminal Minds.
Daneben ist Rickaby auch häufig im Theater zu sehen, u. a. auf dem The New York Shakespeare Festival. 
Er ist seit 1995 mit Laurie LeBlanc verheiratet. Zusammen haben sie zwei Töchter.

## Filmografie (Auswahl)
- 1991: Keiner kommt hier lebend raus (Diary of a Hitman)
- 1993: New York Undercover Cop
- 1994: Der Scout
- 1997: Cost of Living
- 1999–2000: The Strip (Fernsehserie, 6 Episoden)
- 2000: Practice – Die Anwälte (The Practice, Fernsehserie, 2 Episoden)
- 2000: Angel – Jäger der Finsternis (Angel, Fernsehserie, Episode 2x02)
- 2000: JAG – Im Auftrag der Ehre (JAG, Fernsehserie, Episode 6x04)
- 2002: Bug
- 2003: Miss Match (Fernsehserie, Episode 1x15)
- 2003: Star Trek: Enterprise (Fernsehserie, Episode 3x08)
- 2004: Attentat auf Richard Nixon (The Assassination of Richard Nixon)
- 2004: Polizeibericht Los Angeles (Dagnet, Fernsehserie, Episode 2x10)
- 2005: Verflucht (Cursed)
- 2005: Cold Case – Kein Opfer ist je vergessen (Cold Case, Fernsehserie, Episode 2x20)
- 2005: Monk (Fernsehserie, Episode 4x04)
- 2006: CSI: Vegas (Crime Scene Investigation, Fernsehserie, Episode 6x17)
- 2007: Zodiac – Die Spur des Killers (Zodiac)
- 2007: Emergency Room – Die Notaufnahme (ER, Fernsehserie, Episode 13x18)
- 2009: Trust Me (Fernsehserie, 1 Episode)
- 2009: Numbers – Die Logik des Verbrechens (Numb3rs, Fernsehserie, Episode 5x21)
- 2009: Navy CIS (Fernsehserie, Episode 7x04)
- 2010: CSI: Miami (Fernsehserie, Episode 8x23)
- 2010: The Crazies – Fürchte deinen Nächsten (The Crazies)
- 2012: Dexter (Fernsehserie, 2 Episoden)
- 2013: Castle (Fernsehserie, Episode 5x13)
- 2013: Grey’s Anatomy (Fernsehserie, Episode 9x14)
- 2014: Tentacle 8
- 2014: A Million Ways to Die in the West
- 2014: True Blood (Fernsehserie, 4 Episoden)
- 2015: Böses Blut (Bad Blood)
- 2015: CSI: Cyber (Fernsehserie, Episode 1x08)
- 2016: Shameless (Fernsehserie, 2 Episoden)
- 2016: Criminal Minds (Fernsehserie, Episode 12x06)
- 2017: The Orville (Fernsehserie, Episode 1x02)
- 2018: Castle Rock (Fernsehserie, Episode 1x09)
- 2018: Malevolence 3: Killer
- 2019: The Rookie (Fernsehserie, Episode 1x14)
- 2019: Where Sleeping Dogs Lie
- 2020: Books of Blood
- 2021: Moskito-Küste (The Mosquito Coast, Fernsehserie, Episode 1x02)